# Philip Delaporte
Philip Delaporte was een in Duitsland geboren Amerikaans protestantse dominee en missionaris die een groot aantal teksten vertaalde uit het Duits naar het Nauruaans. Delaporte werd gezonden naar Nauru met zijn familie in november 1899, en keerde terug naar Amerika in 1917.